# Royal Bermuda Yacht Club

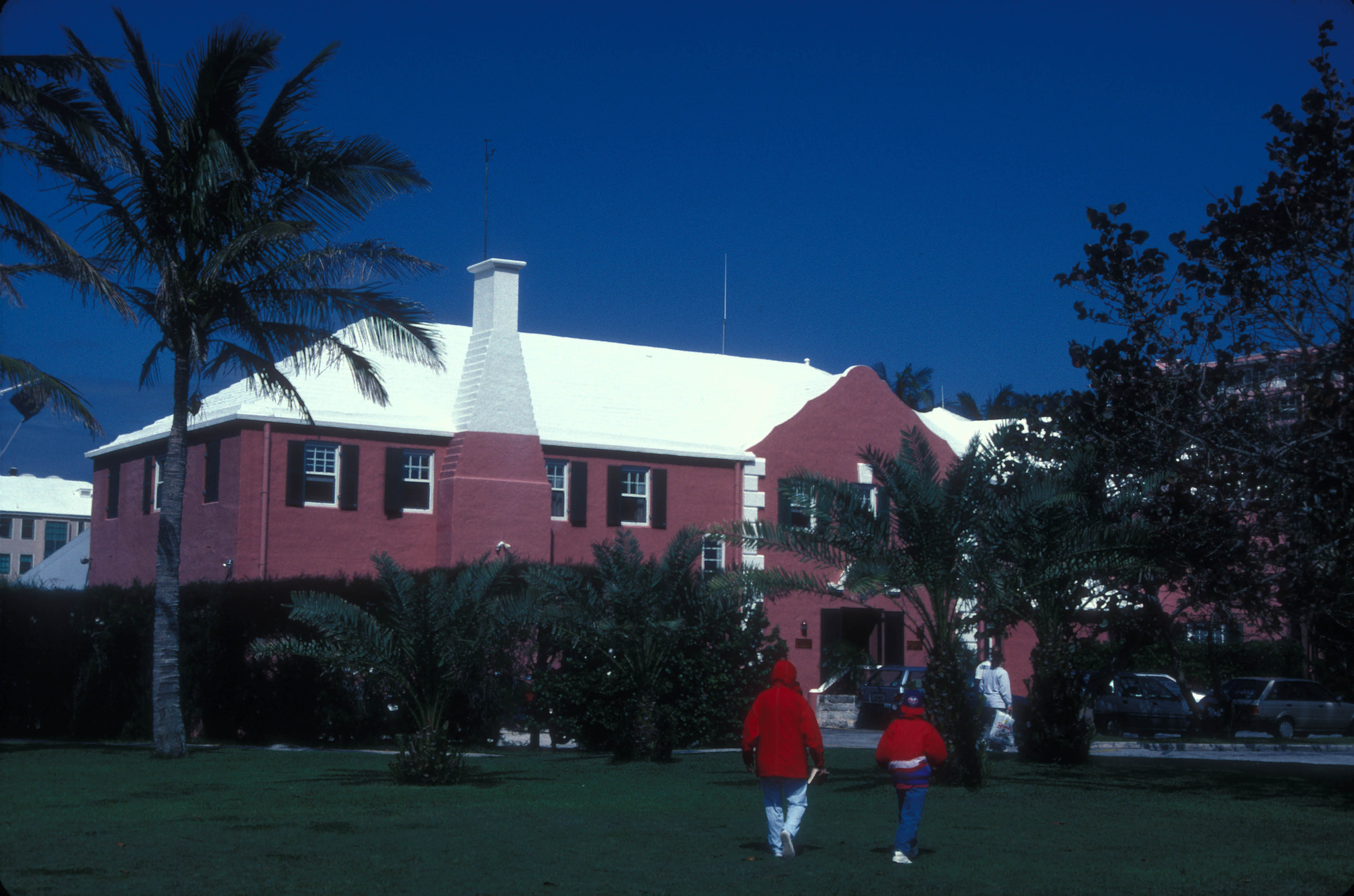
Das Clubhaus des Royal Bermuda Yacht Club wurde in den 1930er Jahren erbaut

Der Royal Bermuda Yacht Club (RBYC) ist einer der ältesten Royal Clubs in der Welt. Er wurde am 1. November 1844 unter dem Namen Bermuda Yacht Club gegründet. Die Gründungsversammlung mit 30 Personen bestand aus britischen Armee-Offizieren und lokalen Seglern aus Bermuda und fand während eines Picknicks unter einem Kalebassenbaum in Tom Moore’s Jungle (heute: Hamilton Parish) statt.

## Royale Schirmherrschaft
Zwei Jahre später im Jahr 1846, wurde durch eine königliche Urkunde erlaubt, den Club in Royal Bermuda Yacht Club umzubenennen als 20. Royal Yacht Club in der Welt. Lord Mark Kerr, ein britischer Offizier, hatte sich sehr um die königliche Genehmigung bemüht und wurde der erste Kommodore des RBYC. Der Club ist auch der drittälteste Royal-Club außerhalb der britischen Heimatgewässer.
Der aktuelle royale Schirmherr ist seit 2024 König Charles III.

## Segelwettbewerbe
Während des 19. Jahrhunderts bedeutete Segeln vor Bermuda vornehmlich Segeln im Match-Race-Modus: zwei Yachten, ein Gewinner, ein Verlierer und eine riesige Wette auf dem Tisch. Mit der Gründung des Royal Bermuda Yacht Club und engagierten Yacht-Eignern wurde das Match-Race-Segeln zur modernen und professionellen Form heutiger Tage entwickelt. Im Jahr 1906 debütierte das Bermuda Race nach den damals neuen Regeln und Segelanweisungen des Fleet Race. Diese Regatta, die heute unter dem Namen Newport to Bermuda Race firmiert, schlägt eine Brücke der nie endenden maritimen Zugehörigkeit zwischen der US-amerikanischen Ostküste und Bermuda.
Der RBYC hat von 1906 bis 1926 das alle zwei Jahre veranstaltete Bermuda Race gemeinsam mit verschiedenen US-amerikanischen Yachtclubs ausgerichtet und seit 1926 gemeinsam mit dem Cruising Club of America. Der Club ist gegenwärtig Gastgeber des Charleston Bermuda Race.
Während der letzten 100 Jahre hat Bermuda über 20 Segler zu den modernen Olympischen Spielen entsandt und hunderte von Regatten einschließlich des King Edward Argo Match Racing Gold Cup und andere kontinentale und Weltmeisterschaften veranstaltet. 2017 fand in Bermuda im Großen Sund der 35. America’s Cup statt.
Im Jahr 1933 zog der Club zu seinem heutigen Standort Albuoy's Point in Hamilton (Bermuda) um.

## Cocktail
Der RBYC war Namensgeber für den Royal Bermuda Yacht Club - Cocktail, – ein Cocktail der Barbados Rum enthält, frischen Limettensaft, Curaçao, Falernum und optional Angosturabitter.